# Barrio Nuevo, Pluma Hidalgo
Barrio Nuevo är en ort i Mexiko.   Den ligger i kommunen Pluma Hidalgo och delstaten Oaxaca, i den sydöstra delen av landet, 500 km sydost om huvudstaden Mexico City. Barrio Nuevo ligger 457 meter över havet och antalet invånare är 197.
Terrängen runt Barrio Nuevo är kuperad österut, men västerut är den bergig. Runt Barrio Nuevo är det ganska tätbefolkat, med 75 invånare per kvadratkilometer. Närmaste större samhälle är San Pedro Pochutla, 19,4 km sydväst om Barrio Nuevo. I omgivningarna runt Barrio Nuevo växer huvudsakligen savannskog.